# Liste des gouverneurs de la Cochinchine française
Le siège de l'administration territoriale de la Cochinchine du temps de l'Indochine française se trouvait à Saïgon qui fut jusqu'en 1901 la capitale de l'Union indochinoise. Ensuite ce fut Hanoï au Tonkin.

## Subdivision territoriale
- Transbassac : partie occidentale de la Cochinchine

## Administration territoriale de la Cochinchine

### Gouverneurs militaires (1858-1879)
| Liste des gouverneurs militaires                                            |                                    |                   |
| Nom                                                                         | Durée du mandat                    | Lieu de résidence |
| Charles Rigault de Genouilly                                                | septembre 1858 - 1859              | Tourane (Da Nang) |
| Théogène François Page                                                      | 19 octobre 1859 - 23 mars 1860     | Tourane (Da Nang) |
| Charles Rigault de Genouilly                                                | 18 février 1859 - 1859             | Saïgon            |
| Jean Bernard Jauréguiberry (par intérim)                                    | 1859 - mars 1860                   | Saïgon            |
| Théogène François Page                                                      | mars 1860 - 6 février 1861         | Saïgon            |
| Joseph Hyacinthe Louis Jules d'Ariès (remplaçant de Théogène François Page) | 1er avril 1860 - 6 février 1861    | Saïgon            |
| Léonard Victor Joseph Charner                                               | 6 février 1861 – 30 novembre 1861  | Saïgon            |
| Louis Adolphe Bonard                                                        | 30 novembre 1861 – 16 octobre 1863 | Saïgon            |
| Pierre-Paul de La Grandière                                                 | 16 octobre 1863 – 4 avril 1868     | Saïgon            |
| Marie Gustave Hector Ohier                                                  | 4 avril 1868 – 10 décembre 1869    | Saïgon            |
| Joseph Faron (par intérim)                                                  | 10 décembre 1869 – 9 janvier 1870  | Saïgon            |
| Alphonse Jean Claude René Théodore de Cornulier-Lucinière                   | 9 janvier 1870 – 1er avril 1871    | Saïgon            |
| Marie Jules Dupré                                                           | 1er avril 1871 – 16 mars 1874      | Saïgon            |
| Jules François Émile Krantz (par intérim)                                   | 16 mars 1874 – 30 novembre 1874    | Saïgon            |
| Victor Auguste, Baron Dupérré                                               | 30 novembre 1874 – 16 octobre 1877 | Saïgon            |
| Louis Charles Georges Jules Lafont                                          | 16 octobre 1877 – 7 juillet 1879   | Saïgon            |

### Gouverneurs (1879-1887)
| Liste des gouverneurs              |                                    |
| Nom                                | Durée du mandat                    |
| Charles Le Myre de Vilers          | 7 juillet 1879 - 7 novembre 1882   |
| Charles Thomson                    | 7 novembre 1882 - juillet 1885     |
| Charles Bégin                      | juillet 1885 - juin 1886           |
| Ange Michel Filippini              | juin 1886 - 22 octobre 1887        |
| Noël Pardon (par intérim)          | 23 octobre 1887 - 2 novembre 1887  |
| Georges Jules Piquet (par intérim) | 3 novembre 1887 - 15 novembre 1887 |

### Lieutenants gouverneurs (1887-1911)
| Liste des lieutenants gouverneurs (subordonnés aux Gouverneurs-généraux de l'Indochine française) |                               |
| Ernest Constans                                                                                   | novembre 1887 - avril 1888    |
| Auguste Eugène Navelle                                                                            | avril 1888 - 1888             |
| Poste aboli                                                                                       | 1888 - 1889                   |
| Augustin Julien Fourès                                                                            | 1889                          |
| Henri Danel                                                                                       | 1889 - 1892                   |
| Augustin Julien Fourès                                                                            | 1892 - 1895                   |
| Alexandre Antoine Étienne Gustave Ducos                                                           | 1895 - 1897                   |
| Ange Eugène Nicolai                                                                               | 1897 - 1898                   |
| Édouard Picanon                                                                                   | 1898 - 1901                   |
| Henri Félix de Lamothe                                                                            | 1901 - 1902                   |
| François Pierre Rodier                                                                            | 1902 - 1906                   |
| Olivier Charles Arthur de Lalande de Calan                                                        | 1906 - 1907                   |
| Alphonse Bonhoure                                                                                 | 29 juin 1907 - 9 janvier 1909 |
| Jules Maurice Gourbeil                                                                            | 1909 - 1911                   |

### Gouverneurs (1911-1954)
| Liste des gouverneurs (subordonnés aux Gouverneurs-généraux de l'Indochine française) |                            |
| Nom                                                                                   | Durée du mandat            |
| Jules Maurice Gourbeil                                                                | 1911 - 1916                |
| Maurice Le Gallen                                                                     | 1916 - 1921                |
| Maurice Cognacq                                                                       | 1921 - 1926                |
| Paul Blanchard de La Brosse                                                           | 1926 - 1929                |
| Auguste Eugène Ludovic Tholance (par intérim)                                         | 1929                       |
| Jean-Félix Krautheimer                                                                | 1929 - 1934                |
| Pierre André Michel Pagès                                                             | 1934 - 1939                |
| René Veber                                                                            | 1939 - 1940                |
| André Georges Rivoal                                                                  | 1940 - 1942                |
| Ernest Thimothée Hoeffel                                                              | 1942 - 1945                |
| Minoda Fujio (occupation japonaise)                                                   | 9 mars 1945 - 15 août 1945 |
| Jean Cédile                                                                           | 22 août 1945 - 1946        |
| Albert Torel                                                                          | 1946 - 1947                |
| Charles Chanson                                                                       | 1947 - 1951                |
| Raoul Salan                                                                           | 1951 - 1952                |
| Paul Louis Bondis                                                                     | 1952 - 1953                |
| Gabriel Louis Marie Bourgund                                                          | 1953 - 1954                |